# Фертильність
Ферти́льність (лат. fertilis (родючий)) або репродуктивна здатність, також родючість, плодючість — здатність зрілого організму давати потомство, що склалася еволюційно. Протилежне поняття — стерильність. Для людей у фізіологічному плані під фертильністю розуміють здатність організму до участі в заплідненні, вагітності та пологах. Чоловіча фертильність часто зводиться до поняття «фертильності сперматозоїдів».
Рівень фертильності залежить від багатьох чинників: тривалість життя; розміри особин; наявність природних ворогів.

## Фертильність людини
Вплив на зниження фертильності може бути бажаним — наприклад, у разі застосування засобів контрацепції, і небажаним — вимушений прийом цитотоксичних лікарських засобів, що викликає зниження репродуктивної функції. Зниження фертильності може бути зворотним (частіші у чоловіків) і незворотним — коли відновлення репродуктивної функції неможливе. Кореляції між оргазмом і фертильністю не встановлено.
- При ожирінні (індекс маси тіла більше за 35) час, необхідний для запліднення, збільшується у 2 рази.
- При дефициті ваги тіла (індекс маси тіла менше за 19) час, необхідний для запліднення, збільшується у 4 рази.
- Уявлення, що перебування жінки в лежачому положенні після статевого акту полегшує транспортування сперматозоїдів до яйцеклітини та запобігає витіканню сперми з вагіни, не має наукового підґрунтя.
- Частота сексуальних контактів впливає на виникнення вагітності. При коїтусі 3 — 4 рази на тиждень імовірність настання вагітності зменшується вдвічі порівняно з парами, що займаються сексом з частотою 2 рази на тиждень. Водночас надмірна частота статевих актів, наприклад, щодня, призводить до зменшення кількості сперматозоїдів, а це, в свою чергу, до зниження чоловічої фертильності.[3]

Фертильність варіює серед різних груп населення та знижується з віком як у жінок, так і в чоловіків, однак ефект старіння є набагато більш вираженим серед жінок.
На чоловічу фертильність впливають наступні фактори: [Архівовано 27 вересня 2019 у Wayback Machine.]
- куріння і вживання алкогольних напоїв;
- анаболічні стероїди;
- підвищення температури тіла в області яєчок, наприклад, при відвідуванні сауни;
- надлишок ваги;
- брак вітаміну С і цинку;
- запальні хвороби сечостатевої сфери;
- особливості способу життя.

## Фертильний вік
Фертильний (репродуктивний) вік — період в житті жінки, протягом якого вона здатна до вагітності та пологів.
В демографії фертильний (репродуктивний) вік вважається від вік між менархе і менопаузою: 15 до 49 років, у країнах з низькою народжуваністю — від 15 до 44 років (у цілих роках). Загальне число народжених, і, відповідно, загальний коефіцієнт народжуваності залежить від частки жінок у фертильному (репродуктивному) віці в суспільстві. Чим більша ця частка, тим більше за інших рівних умов загальне число народжених і загальний коефіцієнт народжуваності.
Пік фертильного періоду може істотно варіюватися навіть у жінок з регулярним менструальним циклом.
Імовірність запліднення залишається відносно незмінною від циклу до циклу в окремих жінок, у цілому в популяції вона зазвичай є найвищою протягом перших місяців регулярного сексуального життя без використання контрацепції, після чого поступово знижується.

## У демографії
Поняття «фертильність» належить до демографічних показників (характеризують стан і якісний склад населення). У демографії цим терміном позначають репродуктивну здатність жінки. Для кількісного вираження цієї характеристики в популяційному масштабі використовують коєфіцієнти:
- Загальний коефіцієнт фертильності — середнє число дітей, народжених однією жінкою.[6]
- Брутто-коефіцієнт відтворення населення — обчислюється на основі кількості дівчаток, яку в середньому народжує кожна жінка за весь свій репродуктивний період і дорівнює сумарному коефіцієнту народжуваності, помноженому на частку дівчаток серед новонароджених.
- Нетто-коефіцієнт відтворення населення — середнє число дівчаток, народжених жінкою за все життя і які дожили до кінця репродуктивного періоду при даних рівнях народжуваності і смертності.

Демографія вивчає лише фертильність людини, в той час як популяційна біологія вивчає фертильність всіх живих організмів. Народжуваність може вимірюватись кількісно, фертильність — ні.

## Ботаніка
Фертильність рослин — здатність рослин при статевому розмноженні давати життєздатне насіння. Зумовлена фертильністю сем'язачатку і фертильності пилку. Фертильність сем'япочки оцінюють за числом насіння, що утворюється при штучному запиленні свідомо фертильним пилком. Необхідність визначення фертильності виникає при селекції.

## Ґрунтознавство
Родючість ґрунту – це здатність ґрунту задовільняти потреби рослин у воді, повітрі, елементах живлення тощо. Розрізняють: потенціальну родючість (природну) яка виникла в процесі ґрунтоутворення і залежить від запасів поживних речовин і екологічних режимів, і ефективну – яка утворюється завдяки агрозаходам при використанні ґрунту як основного і незамінного засобу виробництва. Родючість ґрунту оцінюється врожайністю сільськогосподарських рослин. Родючість ґрунту формується під впливом природних і соціальноекономічних чинників, тому деякі вчені виділяють ще й економічну родючість. Економічну родючість ґрунту варто розглядати як порівняльну вартісну оцінку врожаю, вирощеного на певній площі. 